# Plasnes
Plasnes település Franciaországban, Eure megyében. Lakosainak száma 728 fő (2022. január 1.). Plasnes Berthouville, Boisney, Boissy-Lamberville, Courbépine és Nassandres sur Risle községekkel határos.

## Népesség
A település népességének változása:
| Lakosok száma | 402  | 536  | 577  | 613  | 697  | 702  | 713  | 721  | 724  | 728  |
|               | 1968 | 1982 | 1990 | 2006 | 2013 | 2015 | 2017 | 2019 | 2020 | 2022 |